# Ultraschallreinigungsgerät

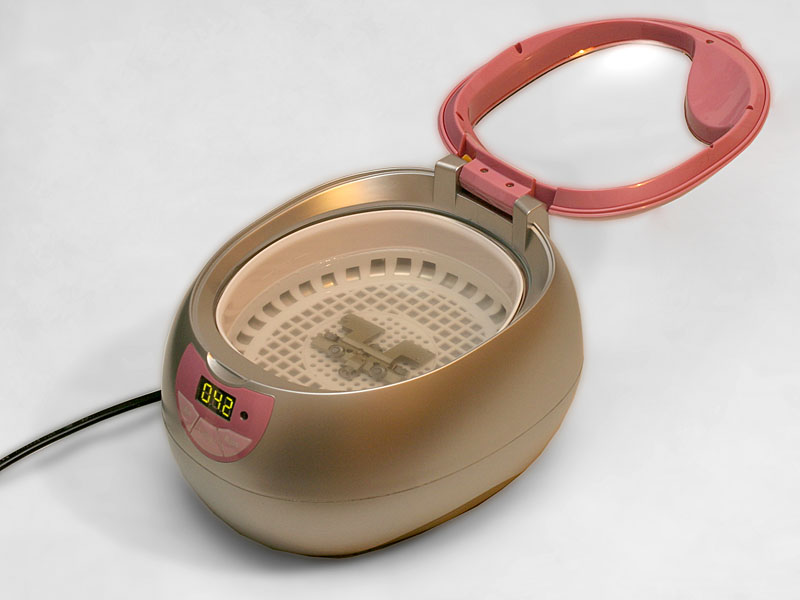
Ultraschallreinigungsgerät für den Haushalt

Ultraschallreinigungsgeräte werden häufig zur Reinigung von kleinen, komplexen und feinstrukturierten Bauteilen eingesetzt, zum Beispiel bei Schmuck, in der Zahntechnik, aber auch in der Teilereinigung und bei der Reinigung von Wafern. Die Reinigungswirkung kommt durch Kavitation zustande.

## Aufbau

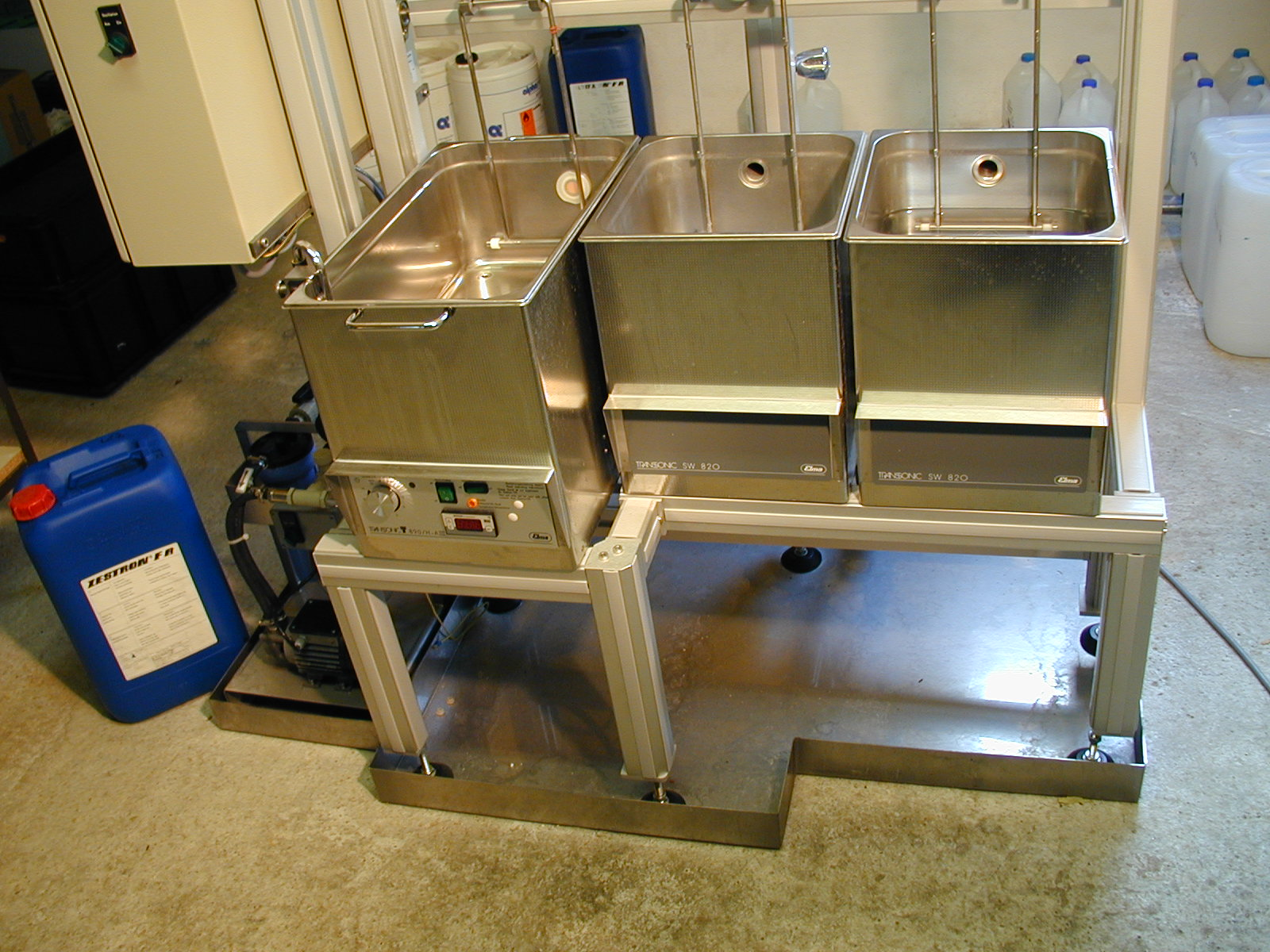
Modulare Ultraschallreinigungsanlage

Die Anlage besteht aus einer mit Flüssigkeit gefüllten, eventuell beheizbaren Wanne, einem oder mehreren Ultraschallwandlern beziehungsweise Ultraschallschwingern und einem Generator, der die Wandler mit antreibt. Sowohl direkt außen an den Wänden als auch unter dem Boden der Wanne können Schallschwinger angeklebt oder geschraubt sein. Die Materialstärke der Wand darf dafür nicht zu stark sein. Eine andere Variante sind Tauchschwinger, die in die Flüssigkeit gehängt oder mit Gestellen im Becken befestigt werden. Schließlich gibt es noch Plattenschwinger, die an einer Öffnung in der Beckenwand angeflanscht werden.
Die Geräte werden üblicherweise in nichtrostender Ausführung hergestellt.
Die Anordnung und Verteilung der Schallschwinger muss so erfolgen, dass möglichst überall ein starkes Schallfeld entsteht. Einige Hersteller ermöglichen daher die Frequenz zu modulieren, um auch das Schallfeld zu variieren.
Eine Funktion zum Entgasen der Reinigungsflüssigkeit ist nicht unüblich. Hierbei wird die Leistung des Gerätes gepulst, um den Gasgehalt der Reinigungsflüssigkeit zu verringern, insb. bei Leitungswasser. Hintergrund ist die schlechtere Ausbildung von Kavitationsblasen bei Anwesenheit von Gasblasen, da diese die Leistung absorbieren würden.
Die für ein gutes Reinigungsergebnis mindestens erforderliche Schallleistung liegt bei etwa 35 bis 40 W pro Liter Reinigungsflüssigkeit. Die Schallerzeuger benötigen einen Mindestabstand von 1 bis 2 cm, um ein homogenes Schallfeld auszubilden. Ein Kontakt der Anwender mit einem aktiven Ultraschallbad sollte vermieden werden.
Die gängigste Reinigungsflüssigkeit ist Wasser, dem Tenside zugesetzt wurden.

## Technik
Zur Erzeugung der Ultraschallschwingungen kommen meist piezokeramische Wandlersysteme zum Einsatz. Diese werden an das Reinigungsbad angebracht und enthalten eine piezokeramische Scheibe, die beim Anlegen einer Wechselspannung schwingt.
Zur Erzeugung von Ultraschall wird ein Hochfrequenz-Generator eingesetzt, der Frequenzen von mindestens 20 kHz erzeugt.
Die ungefähre Resonanzfrequenz eines Ultraschallschwingsystems wird durch die Baugröße definiert und ist nach der Herstellung nicht veränderbar. Die genaue Resonanz wird auch durch den Anschluss an das Reinigungsbad und dessen Befüllung beeinflusst.
Weniger üblich als piezokeramische sind magnetostriktive Wandlern.

## Frequenzen
Verwendet werden üblicherweise Frequenzen von 20 kHz bis 500 kHz. Niedrige Frequenzen um 20 kHz erzeugen Bläschen größeren Durchmessers mit kräftigen Druckstößen, demgegenüber sind höhere Frequenzen ab 35 kHz besser zur schonenderen Reinigung von Oberflächen geeignet.
Die aktuell übliche Frequenz beträgt für Partikel mit einem Durchmesser größer als 1 µm etwa 200 kHz (Ultraschall, „US“). Der Frequenzbereich oberhalb 400 kHz bis 1–2 MHz wird in der Fachliteratur auch als Megaschall („MS“) bezeichnet. Hier werden Partikel mit einem Durchmesser kleiner als 1 µm besser abgelöst.

## Anwendung

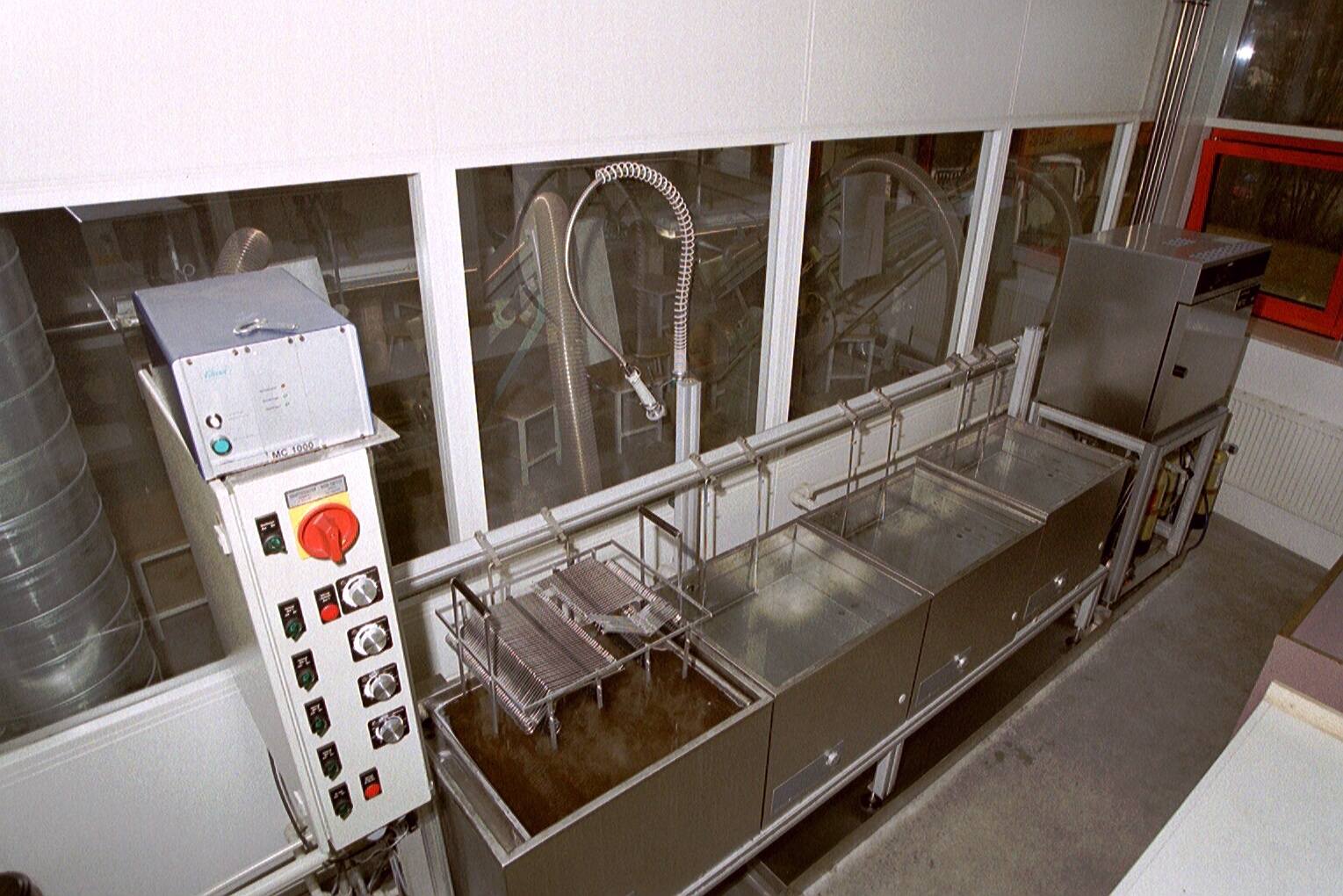
Ultraschallreinigungsanlage zum Reinigen von Chirurgieinstrumenten

Der Einsatz von Lösungsmitteln, Säuren oder Laugen unterstützt wesentlich den Reinigungseffekt von Ultraschallbädern. Insbesondere die Oberflächenspannung des Wassers muss mit einem geeigneten Reinigungspräparat für eine effektive Ultraschallreinigung reduziert werden.
Ultraschallbäder werden auch in der Probenvorbereitung benutzt, um biologische Substanzen im analytischen Labor zu zerreißen, also zu fragmentieren. Man benutzt Ultraschallbäder zum Zellaufschluss oder um DNA zu scheren.
In der Medizinbranche werden Hochleistungs-Ultraschallbäder zur Aufbereitung von chirurgischen Instrumenten eingesetzt. Dabei können Blut- und Geweberückstände aus den Gelenken der Instrumente gelöst werden. Außerdem wird durch den Ultraschall die notwendige Einwirkzeit der Desinfektionspräparate verkürzt.
In der Automobilindustrie werden Ultraschallbäder zur Reinigung von Vergasern, Zündkerzen und Einspritzdüsen genutzt.
Größere, industrielle Ultraschallreinigungsanlagen werden für die Reinigung von Rohteilen z. B. für die Oberflächenveredelung (Galvanik) eingesetzt.
Neben Wasser wird industriell auch Aceton zur Reinigung eingesetzt, was zusätzlicher Sicherheitsvorkehrungen und spezieller Entsorgung bedarf.